# 伯明翰 (肯塔基州)
伯明翰（英語：Birmingham）是位於美國肯塔基州馬歇爾縣的一個鬼鎮。

## 地理
伯明翰所處的海拔為高於海平面113米（即371英呎），而該地所採用的時區為UTC-6，即北美中部時區（CST）。同時該地設有夏令時間，為UTC-6調快一小時，即UTC-5（CDT）。